# Puppitsch (Gemeinde Liebenfels)
Puppitsch (im 19. Jahrhundert auch Püppitsch) ist eine Ortschaft in der Gemeinde Liebenfels im Bezirk Sankt Veit an der Glan in Kärnten (Österreich). Die Ortschaft hat 11 Einwohner (Stand 1. Jänner 2024). Sie liegt zur Gänze auf dem Gebiet der Katastralgemeinde Rosenbichl.

## Lage

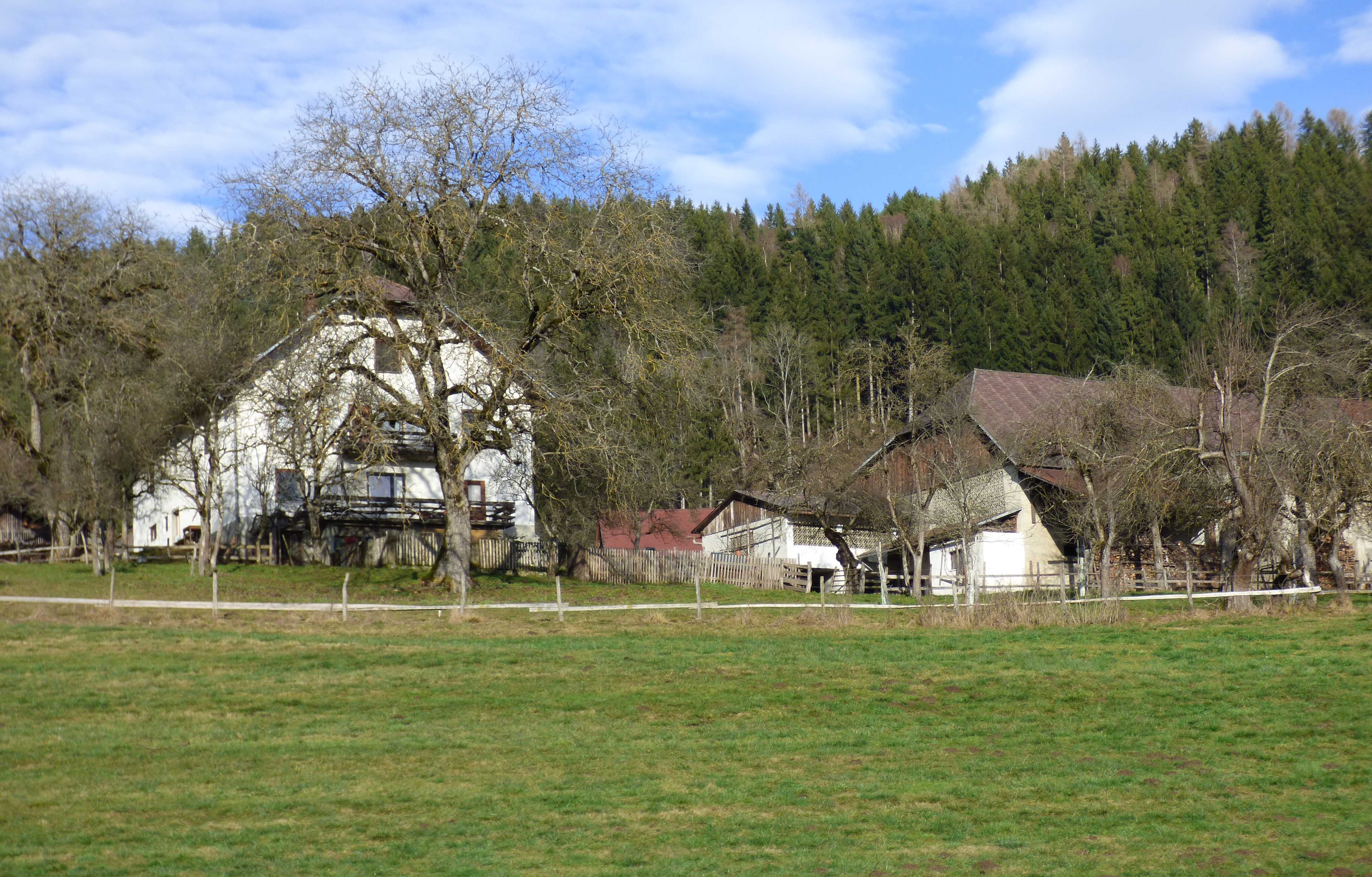
Puppitsch Haus Nr. 1

Die Ortschaft liegt etwa 4 Kilometer westsüdwestlich der Bezirkshauptstadt Sankt Veit an der Glan, zwischen den Orten Beißendorf und Rosenbichl.

## Geschichte
979 wird Pueppitsch (von slowenisch Podpechach, = unter den Weiden) erwähnt. Eine Filialkirche St. Urban wurde 1655 profaniert.
Die Ortschaft Puppitsch gehörte als Teil der Steuergemeinde Rosenbichl in der ersten Hälfte des 19. Jahrhunderts zum Steuerbezirk Rosenbichl. Bei der Schaffung der politischen Gemeinden Mitte des 19. Jahrhunderts kam der Ort zur Gemeinde Feistritz, die 1875 in Gemeinde Pulst umbenannt wurde. Seit einer Gemeindefusion 1958 gehört die Ortschaft zur Gemeinde Liebenfels.

## Bevölkerungsentwicklung
Für die Ortschaft ermittelte man folgende Einwohnerzahlen:
- 1869: 4 Häuser, 39 Einwohner[1]
- 1880: 4 Häuser, 28 Einwohner[4]
- 1890: 4 Häuser, 24 Einwohner[5]
- 1900: 2 Häuser, 24 Einwohner[6]
- 1910: 2 Häuser, 17 Einwohner[7]
- 1923: 2 Häuser, 24 Einwohner[8]
- 1934: 23 Einwohner[9]
- 1961: 3 Häuser, 16 Einwohner[10]
- 2001: 2 Gebäude (davon 2 mit Hauptwohnsitz) mit 3 Wohnungen; 10 Einwohner und 0 Nebenwohnsitzfälle; 3 Haushalte; 0 Arbeitsstätten, 2 land- und forstwirtschaftliche Betriebe[11]
- 2011: 2 Gebäude, 7 Einwohner, 2 Haushalte, 0 Arbeitsstätten[12]
- 2021: 2 Gebäude, 11 Einwohner, 2 Haushalte, 2 Arbeitsstätten[13]